# Estação Mamá Tingó
A Estação Mamá Tingó é uma das estações do Metrô de Santo Domingo, situada em Santo Domingo Norte, seguida da Estação Gregorio Urbano Gilbert. Administrada pela Oficina para el Reordenamiento del Transporte (OPRET), é uma das estações terminais da Linha 1.
Foi inaugurada em 29 de janeiro de 2009. Localiza-se no cruzamento da Avenida Hermanas Mirabal com a Avenida Charles de Gaulle.